# Nen de Taung
El Nen de Taung és un crani fòssil pertanyent a un individu de l'espècie Australopithecus africanus. El crani fou descobert el 1924 en una mina de calç pels treballadors de la Northern Lime Company, a Taung (Sud-àfrica). Raymond Dart, un anatomista de la Universitat de Witwatersrand, rebé el crani i en reconegué la importància. El 1925 publicà el seu descobriment a la revista Nature, on assignà el crani a una nova espècie. En aquell temps, a Anglaterra hom s'interessava pels fòssils de l'Home de Piltdown, que més endavant serien revelats com una falsificació i que combinaven una gran cúpula cranial amb una dentició simiesca, exactament el contrari que el Nen de Taung. La importància de la troballa de Raymond Dart no fou reconeguda fins unes dècades més tard. Dean Falk, reconegut especialista en l'evolució cerebral, al·ludí al Nen de Taung com la troballa de l'antropologia fòssil més important del segle xx.